# Braulio Tejada
Melchor Braulio Tejada Guzmán (Lima, 30 de julio de 1969-Ventanilla, Callao, 8 de diciembre de 1987) fue un futbolista peruano que se desempeñaba de delantero.

## Trayectoria
Nació en Lima en 1969, el estudiaba en el colegio Guadalupe, su hermana fue la voleibolista Jessica Tejada. Su trayectoria inicia en las divisiones menores de Alianza Lima siendo categoría 69 subiendo al primer equipo en 1987 debutando de suplente en un partido frente a CNI que terminó en empate por 1 a 1. También alternó la selección juvenil sub-16. Su último partido con Alianza fue ante Deportivo Pucallpa, victoria blanquiazul 1 a 0, ese partido fue el último partido de los potrillos. Falleció el 8 de diciembre de 1987 en la tragedia aérea del Club Alianza Lima junto con 42 personas entre comando técnico, jugadores, barristas, árbitros y tripulación, siendo uno de los jugadores más jóvenes en fallecer. Sus restos descansan en el Cementerio El Ángel, junto con sus demás compañeros. Tiene un pasaje con su nombre en Ventanilla en el Callao.

## Clubes
| Club         | País | Año  |
| ------------ | ---- | ---- |
| Alianza Lima | Perú | 1987 |